# Arookutty
Arookutty é uma vila no distrito de Alappuzha, no estado indiano de Kerala.

## Demografia
Segundo o censo de 2001, Arookutty tinha uma população de 17 387 habitantes. Os indivíduos do sexo masculino constituem 50% da população e os do sexo feminino 50%. Arookutty tem uma taxa de literacia de 80%, superior à média nacional de 59,5%; com 53% para o sexo masculino e 47% para o sexo feminino. 11% da população está abaixo dos 6 anos de idade.